# Sascha Kirschstein
Sascha Kirschstein (* 9. Juni 1980 in Braunschweig) ist ein ehemaliger deutscher Fußballtorwart.

## Karriere
In seiner Jugend spielte Kirschstein für die Vereine FSB Braunschweig (1992 umbenannt in SV Olympia 92 Braunschweig) und BSC Braunschweig. 1996 wechselte er zu Eintracht Braunschweig, von 2002 bis 2004 spielte er für Rot-Weiss Essen, mit denen er in die Zweite Bundesliga aufstieg.
2004 verpflichtete ihn der Hamburger SV, für den er am 26. November 2005 sein Bundesliga-Debüt gab, als er für den verletzten Stammtorhüter Stefan Wächter in die erste Mannschaft aufrückte. Von März bis Oktober 2006 war er Stammtorwart des Hamburger SV, bis Trainer Thomas Doll wieder auf Wächter zurückgriff. Kirschstein hütete dreimal in der Champions League und zweimal im UEFA-Pokal das Tor des HSV. Nachdem der HSV in der Winterpause der Saison 2006/07 den ehemaligen Schalker Frank Rost verpflichtet hatte, wurde Kirschstein ausschließlich Ersatztorhüter. Zur Saison 2007/08 wechselte er daher zu Greuther Fürth; die Franken liehen ihn vom HSV für zwei Jahre aus. Hier verdrängte er zu Saisonbeginn den Stammtorhüter der vorherigen Spielzeit, Stephan Loboué. In der Saison 2007/08 erzielte Benjamin Siegert vom SV Wehen Wiesbaden gegen SpVgg Greuther Fürth das schnellste Tor im deutschen Profifußball: Er brachte den Ball nach acht Sekunden im Tor von Kirschstein unter. Im Herbst 2008 gelang es Loboué wiederum, Kirschstein zu verdrängen.
Zur Saison 2009/10 wechselte Kirschstein von Greuther Fürth zu Rot Weiss Ahlen; gleichzeitig wurde im Juni 2009 sein Vertrag beim Hamburger SV, der noch bis 2011 gültig war, aufgelöst. Zur Saison 2010/11 wechselte er zum Aufsteiger in die Zweite Bundesliga, FC Ingolstadt. Ab dem 14. Spieltag verlor er seinen Stammplatz an Ramazan Özcan.
Ab dem 1. Juli 2013 stand er bei Erzgebirge Aue unter Vertrag. Nachdem Aue in die 3. Liga abstieg, schloss sich Kirschstein für ein Jahr dem ACS Poli Timișoara an. Er ist der erste deutsche Torhüter, der in der rumänischen Fußballmeisterschaft auflief.
Ab Juli 2016 war er vereinslos; zuletzt stand er bei ACS Poli Timișoara in Rumänien unter Vertrag. In der Winterpause 2016/17 kehrte er zu seinem ehemaligen Verein Rot Weiss Ahlen in die Regionalliga West zurück. Mit dem Klub stieg er in die Fußball-Oberliga Westfalen ab. Er gehörte in der Saison 2017/18 noch zum Kader von Ahlen, wurde aber nicht mehr eingesetzt. Danach beendete er seine aktive Laufbahn.
Nach seiner Karriere arbeitete er als Torwarttrainer unter anderem im Nachwuchs von Altona 93.